# João Gonçalves Duarte
João Gonçalves Duarte (Porto Alegre, 19 de abril de 1836 — Rio de Janeiro, 22 de dezembro de 1913) foi um militar brasileiro.
Foi ministro da Marinha do Brasil, de 1 de setembro a 15 de novembro de 1894.